# Championnats d'Europe de skeleton 2015
Navigation
Édition précédente Édition suivante
Les championnats d'Europe de skeleton 2015, vingt-et-unième édition des championnats d'Europe de skeleton, ont lieu le 30 janvier 2015 à La Plagne, en France, pour les hommes et le 8 février 2015 à Innsbruck, en Autriche, pour les femmes. L'épreuve masculine est remportée par le Letton Martins Dukurs devant le Russe Aleksandr Tretyakov et le Letton Tomass Dukurs tandis que la Britannique Elizabeth Yarnold gagne l'épreuve féminine devant l'Autrichienne Janine Flock et la Britannique Rose McGrandle.